# Crozet (Franciaország)
Crozet egy település Franciaországban, Ain megyében. Lakosainak száma 2354 fő (2022. január 1.). Crozet Chevry, Échenevex, Lélex, Mijoux, Saint-Genis-Pouilly és Sergy községekkel határos.

## Népesség
A település népességének változása:
| Lakosok száma | 440  | 961  | 1164 | 1673 | 2015 | 2115 | 2138 | 2171 | 2205 | 2354 |
|               | 1968 | 1982 | 1990 | 2006 | 2013 | 2015 | 2017 | 2019 | 2020 | 2022 |